# 小林氏
小林氏，日語訓讀音為こばやしし，是日本的一個氏族、大姓。是全日本排名第9大姓氏。

## 起源
安中藩的一支。

## 現代人物
- 小林幸子，演歌歌手、演员。出生于日本新潟县新潟市中央区。
- ：日本作曲家。